# 皮爾利斯 (蒙大拿州)
皮爾利斯（英語：Peerless）是位於美國蒙大拿州丹尼爾斯縣的普查規定居民點。

## 歷史
皮爾利斯的郵局自1915年營運至今。

## 人口
根據2020年美國人口普查的數據，皮爾利斯的面積為0.41平方千米，皆為陸地。當地共有人口23人，而人口密度為每平方千米56.1人。